# Rupisalda teretis
Rupisalda teretis är en insektsart som först beskrevs av Drake 1950.  Rupisalda teretis ingår i släktet Rupisalda och familjen strandskinnbaggar. Inga underarter finns listade i Catalogue of Life.